# Aneta Sikorska-Nowak
Aneta Sikorska-Nowak – polska matematyk, doktor habilitowany nauk matematycznych, profesor Uniwersytetu im. Adama Mickiewicza w Poznaniu, specjalistka od równań różniczkowych, równań różniczkowych i całkowych.

## Kariera naukowa
W 1996 roku na Uniwersytecie im. Adama Mickiewicza w Poznaniu uzyskała tytuł magistra matematyki. W 2000 roku na Wydziale Matematyki i Informatyki tej samej uczelni uzyskała stopień doktora nauk matematycznych w zakresie matematyki na podstawie rozprawy pt. Całka Henstocka-Kurzweila, jej uogólnienia oraz zastosowania do równań różniczkowych i całkowych, której promotorem był prof. Ireneusz Kubiaczyk. W tym samym roku została zatrudniona na tejże uczelni. W 2016 roku Wydział Matematyki, Informatyki i Ekonometrii Uniwersytetu Zielonogórskiego nadał jej stopień doktora habilitowanego nauk matematycznych w dyscyplinie matematyki na podstawie pracy pt. Rozszerzenie dziedziny i klasy funkcji w równaniach różniczkowo – całkowych.